# Mariya Ocher
Mariya Ocher, de son nom civil Mariya Ocheretianskaya, en russe Мария Очеретянская (née le 10 novembre 1986 à Moscou) est une chanteuse et artiste israélienne d'origine russe.

## Biographie
Mariya Ocher est l'enfant unique d'un marionnettiste, ancien ingénieur au chômage. Avant son cinquième anniversaire en 1991, la famille s'installe dans un kibboutz dans la région du Néguev, puis peu de temps à Tel Aviv, où Mariya va dans une école juive et doit prendre le prénom de Miriam. À l'adolescence, elle se concentre sur l'art et le cinéma à l'école jusqu'à la fin de ses études. À 18 ans, elle prend le nom d'Ocher. En octobre 2007, elle quitte Tel Aviv pour Berlin.

## Carrière
Mary Ocher commence à écrire des paroles à 11 ans et enregistre sa première chanson à 14 ans.
En décembre 2006, Ocher fonde le groupe Mary and The Baby Cheeses, avec lequel elle déménage à Berlin fin 2007 et fait cinq publications créées par elles-mêmes.
Le 11 mars 2011, son premier album solo War Songs sort chez le label Haute Areal en Allemagne, en Autriche, en Espagne et en Suisse. Le premier single de l'album On The Street of Hard Labor est sorti deux semaines plus tôt, le 25 février 2011. La même année, Ocher est découverte par le producteur King Khan dans un bar karaoké et invitée dans ses studios Moon.
En octobre 2012, Ocher accompagne l'auteur Sibylle Berg ainsi que les acteurs Katja Riemann et Matthias Brandt lors de la tournée de lecture du livre Vielen Dank für das Leben. Avec le producteur King Khan, le deuxième album studio d'Ocher Eden sort le 14 juin 2013, cette fois sur le label de Hambourg Buback.
Ocher participe à un épisode de la série d'arte Au cœur de la nuit (de) dans laquelle elle déambule avec l'actrice Sasha Grey dans Hambourg. L'épisode est diffusé le 7 décembre 2013.
En novembre 2013, Mary Ocher est en tournée avec Hans Unstern.

## Discographie
- War Songs (2011; Haute Areal)
- Eden (2013; Buback)
- The Fictional Biography of Mary Ocher - The home recordings (2006-2015) (2015)
- Mary Ocher + Your Government (2016; Klangbad)
- The West Against The People (2017; Klangbad)